# Hayesville, North Carolina
Hayesville är administrativ huvudort i Clay County i North Carolina. Orten har fått sitt namn efter delstatspolitikern George Hayes. Enligt 2010 års folkräkning hade Hayesville 311 invånare.